# Ы (река)
Ы (Мыктос) — река на севере России. Протекает по территории Архангельской области и Республики Коми.
Длина 33 км.
Русло извилистое, река течёт преимущественно в восточном направлении. Берёт начало в болотистой местности Верхнетоемского района Архангельской области на водоразделе рек Пинеги и Мезени, впадает в реку Вашка (приток Мезени). Крупнейшие притоки — Рочвож, Сотчемпеленъель, Мыкетесъёль, Мыттес.
Название предположительно происходит от ненецкого и’(д) /jiːʔ/ «вода».

## Комментарии
1. ↑  до места впадения реки Рочвож, согласно ГВР[6] и некоторым картам[7].
2. ↑  длина реки Мыктос составляет 27 км и она сливается с Ы в 6 км от устья[6].